# Pereneatîn, Radîvîliv
Pereneatîn (în ucraineană Перенятин) este un sat în comuna Bașarivka din raionul Radîvîliv, regiunea Rivne, Ucraina.

## Demografie
Componența lingvistică a localității Pereneatîn
     Ucraineană (99,43%)
     Alte limbi (0,57%)
Conform recensământului din 2001, majoritatea populației localității Pereneatîn era vorbitoare de ucraineană (99,43%), existând în minoritate și vorbitori de alte limbi.